# Фінал чемпіонату світу з футболу 1966
Фінал чемпіонату світу з футболу 1966 — футбольний матч, у якому визначався переможець чемпіонату світу з футболу 1966 року. Матч відбувся 30 липня 1966 року на стадіоні «Вемблі» у столиці Великої Британії — Лондоні. У матчі зустрілися господарі чемпіонату збірна Англії та збірна ФРН. Гра завершилась перемогою англійців з рахунком 4:2 в додатковий час.
Таким чином, вони стали п'ятою командою-володарем титулу найсильнішої збірної світу. Утретє, після перших двох розіграшів світової першості в Уругваї та Італії, чемпіонат виграла команда господарів фінального турніру.

## Перебіг гри
Фінальна гра світової першості проходила на лондонського Вемблі за присутності більш ніж 90 тисяч глядачів, переважна більшість з яких палко підтримувала команду господарів, збірну Англії. Попри їх сподівання рахунок матчу досить швидко відкрили суперники англійців, збірна ФРН. На 12-й хвилині Зігфрід Гельд навісив з лівого флангу на дальню штангу, там Рей Вілсон вибив м'яч головою, проте прямо на Гельмута Галлера, який влучно пробив по воротах Бенкса. Однак вже за шість хвилин рівновагу відновив Джефф Герст, замкнувши головою навіс зі штрафного. Після обміну голами команди почали грати обережніше, думаючи насамперед про захист і не ризикуючи проводити масовані атаки. Гра змінилася після 78-ї хвилини, на якій м'яч після удару Герста влучив у німецького захисника і рикошетом відскочив до Мартіна Пітерса, який із семи метрів вразив ворота Ганса Тільковскі, вивівши збірну Англії уперед. Західнонімецькі футболісти кинулися відігруватися і їхні старання були винагороджені на передостаній хвилині основного часу, коли після штрафного у виконанні Еммеріха і декількох відскоків м'яч опинився у Вольфганга Вебера, якому вдалося проштовхнути його повз англійського голкіпера. Таким чином уперше з 1934 року для визначення чемпіона світу було призначено додатковий час.
На 11-й хвилині додаткового часу відбувся один з найсуперечливіших епізодів в історії фіналів чемпіонатів світу. Англієць Ноббі Стайлс наздогнав м'яч біля правого кутового прапорця і віддав у центр на Джеффа Герста, після потужного удару якого м'яч влучив у поперечину воріт Тільковскі, відскочив у газон і був вибитий німецьким захисником на кутовий. Англійські футболісти почали апелювати до головного арбітра гри Готфріда Дінста, доводячи, що м'яч встиг перетнути лінію воріт. Швейцарський рефері підбіг до свого асистента, радянського арбітра на лінії Тофіка Бахрамова, який підтвердив взяття воріт попри протести німецьких гравців. Наявні відеозаписи матчу не дають одназначної відповіді щодо правомірності такого рішення, лишаючи привід для суперечок. Збірна ФРН знову кинулася в атаку, утім удруге відігратися їй не вдалося. Натомість на останній хвилині додаткового часу все той же Герст отримав дальній пас з лінії захисту і убіг в контратаку, оформивши перший і наразі єдиний в історії фіналів чемпіонатів світу хет-трик.

## Шлях до фіналу
| Команда | І | П | Н | П | З | П | Р  | О |
| ------- | - | - | - | - | - | - | -- | - |
| Англія  | 3 | 2 | 1 | 0 | 4 | 0 | +4 | 5 |
| Уругвай | 3 | 1 | 2 | 0 | 2 | 1 | +1 | 4 |
| Мексика | 3 | 0 | 2 | 1 | 1 | 3 | −2 | 2 |
| Франція | 3 | 0 | 1 | 2 | 2 | 5 | −3 | 1 |

| Команда   | І | П | Н | П | З | П | Р  | О |
| --------- | - | - | - | - | - | - | -- | - |
| ФРН       | 3 | 2 | 1 | 0 | 7 | 1 | +6 | 5 |
| Аргентина | 3 | 2 | 1 | 0 | 4 | 1 | +3 | 5 |
| Іспанія   | 3 | 1 | 0 | 2 | 4 | 5 | −1 | 2 |
| Швейцарія | 3 | 0 | 0 | 3 | 1 | 9 | −8 | 0 |

## Деталі матчу
| 30 липня 1966 14:30 (UTC+0) |

| Англія                           | 4:2 (дч) | ФРН                  |
| -------------------------------- | -------- | -------------------- |
| Герст 18', 101', 120' Пітерс 78' | Протокол | 12' Галлер 89' Вебер |

| Вемблі, Лондон Глядачів: 96,924 Арбітр: Готфрід Дінст (Швейцарія) |

| Англія | ФРН |

| ВР         | 1  | Гордон Бенкс  |
| ЗХ         | 2  | Джордж Коен   |
| ЗХ         | 5  | Джек Чарльтон |
| ЗХ         | 6  | Боббі Мур (к) |
| ЗХ         | 3  | Рей Вілсон    |
| ПЗ         | 4  | Ноббі Стайлс  |
| ПЗ         | 7  | Алан Болл     |
| ПЗ         | 9  | Боббі Чарлтон |
| ПЗ         | 16 | Мартін Пітерс |
| НП         | 10 | Джефф Герст   |
| НП         | 21 | Роджер Гант   |
| Тренер:    |    |               |
| Альф Ремзі |    |               |

| ВР          | 1  | Ганс Тільковскі       |
| ЗХ          | 2  | Горст-Дітер Геттгес   |
| ЗХ          | 5  | Віллі Шульц           |
| ЗХ          | 6  | Вольфганг Вебер       |
| ЗХ          | 3  | Карл-Гайнц Шнеллінгер |
| ПЗ          | 8  | Гельмут Галлер        |
| ПЗ          | 4  | Франц Бекенбауер      |
| ПЗ          | 12 | Вольфганг Оверат      |
| НП          | 11 | Лотар Еммеріх         |
| НП          | 9  | Уве Зеелер (к)        |
| НП          | 10 | Зігфрид Гельд         |
| Тренер:     |    |                       |
| Гельмут Шен |    |                       |